# フニャディ・ユーリア

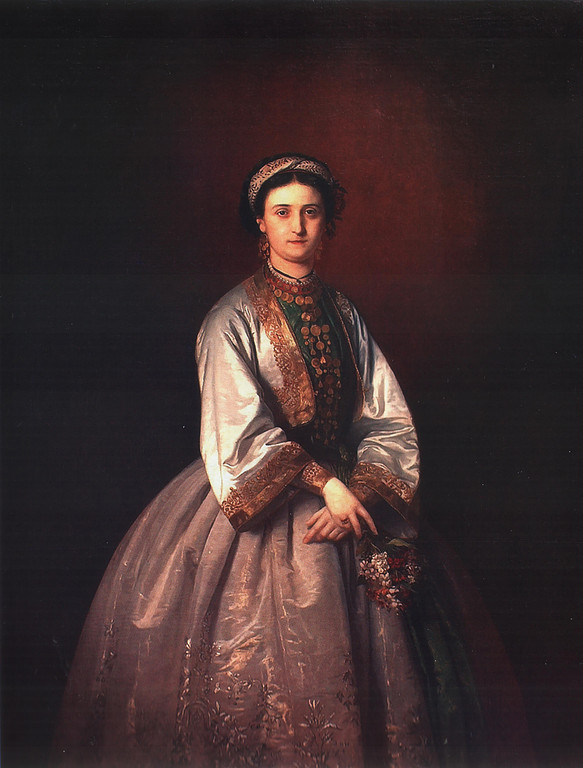
セルビアの民族衣装を着たユーリアの肖像

フニャディ・ユーリア（kéthelyi gróf Hunyady Júlia, 1831年8月26日 ウィーン - 1919年2月19日 ウィーン）は、ハンガリーの貴族女性。セルビア公ミハイロ・オブレノヴィッチ3世の妃。

## 生涯
フニャディ・フェレンツ伯爵（1804年 - 1882年）とその妻の伯爵令嬢ユーリア・ジチー（1808年 - 1875年）の間の第4子、長女として生まれた。伯父のフニャディ・ヨージェフ伯爵はオーストリア皇后エリーザベトの最初の侍従長だった。1853年8月1日にウィーンにおいて、亡命中の元セルビア公ミハイロ・オブレノヴィッチ3世と結婚した。
1860年、復位していた義父ミロシュ・オブレノヴィッチ1世が死ぬと、夫が再びセルビア公位を継承したためユーリアも公妃となった。彼女はカトリック信徒だったことや、ハンガリー出身だったことから、セルビア国民の間では人気がなかった。
ミハイロ公は忠実な夫とは言えず、少なくとも私生児を1人もうけていた。夫は従姉アンカ・コンスタンティノヴィッチ夫人の娘カタリナを愛人にしており、アンカとカタリナの母子はミハイロに請われて公爵宮殿に同居していた。ユーリアに子供が出来ないことから、カタリナはミハイロの正室になることを望み、ミハイロも離婚を考えていたが、もし離婚に踏み切れば国民の怒りを招くことが予想された。1867年、声望ある首相イリア・ガラシャニンが、ミハイロ公に離婚及びカタリナとの再婚を思いとどまるよう忠告したことが原因で罷免された。カタリナはおおっぴらに公妃ユーリアを侮辱し、ミハイロ公との情事をこれみよがしに見せつけることでユーリアの名誉を傷つけた。公妃は、アーレンベルク公子カール（1831年 - 1896年）と不倫関係になることで、夫とその情婦に報復した。
1868年6月10日、ミハイロ公は情婦カタリナとその母アンカを連れ、ベオグラード郊外の公家の夏の離宮にほど近いコシュトニャク公園を散策していたところ、暗殺者に銃撃されアンカとともに死亡した。ミハイロの14歳の従甥（でアンカの甥）ミラン公子が後を継いだ。未亡人となったユーリアは1876年1月16日、ポジョニ郊外イヴァンカにおいて、長年の愛人だったカール公子と再婚した。